# دانشگاه آنکارا
دانشگاه آنکارا (به ترکی استانبولی: Ankara Üniversitesi) یکی از دانشگاه‌های کشور ترکیه است که در شهر آنکارا قرار دارد. این دانشگاه در سال ۱۹۴۶ تأسیس شد. این دانشگاه ۴۰ برنامه فنی و حرفه ای، ۱۲۰ برنامه کارشناسی و ۱۱۰ برنامه تحصیلات تکمیلی را ارائه می‌دهد. دانشگاه آنکارا در مجموع ۶۵۳۵۰ دانشجو دارد که در این میان ۳۱۲۷ دانشجوی بین‌المللی علاقمند به تحصیل در ترکیه در این دانشگاه مشغول به تحصیل هستند همچنین در رتبه‌بندی برترین دانشگاه‌های جهان در سال ۲۰۱۹ که توسط مؤسسه QS انجام شده‌است دانشگاه آنکارا در بین ۱۰۰۰ دانشگاه برتر قرار دارد و هفتمین دانشگاه برتر ترکیه می‌باشد.

## دانشکده‌ها
این دانشگاه دارای ۱۷ دانشکده است:
- دانشکده پزشکی
- دانشکده دندانپزشکی
- دانشکده داروسازی
- دانشکده آموزش بهداشت
- دانشکده دامپزشکی
- دانشکده علوم سیاسی
- دانشکده حقوق دانشکده علوم
- دانشکده مهندسی
- دانشکده ارتباطات
- دانشکده علوم تربیتی
- دانشکده تاریخ زبان جغرافیا
- دانشکده الهیات
- دانشکده کشاورزی
- دانشکده علوم ورزشی
- دانشکده علوم کاربردی
- دانشکده هنرهای زیبا

## رتبه دانشگاه آنکارا
دانشگاه آنکارا که از بهترین دانشگاه های ترکیه می باشد. رنکینگ جهانی این دانشگاه در وبسایت QS حدود +701 می باشد. دانشگاه آنکارا هم اکنون سومین دانشگاه برتر ترکیه در رشته پزشکی می باشد. رتبه دانشگاه آنکارا در سایت های مختلف به صورت زیر می باشد. 
- TopUniversities Ranking (2020): رتبه 801
- Times Higher Education Ranking (2020): رتبه 1001
- Shanghai Jiao Tong University Ranking (2019): رتبه 801
- U.S. News & World Report Ranking (2020): رتبه 624